# (219) Thusnelda
(219) Thusnelda est un astéroïde de la ceinture principale découvert par Johann Palisa le 30 septembre 1880. Il a été nommé en l'honneur de Thusnelda, la femme du chef de guerre germanique Arminius.